# Avic AG 600
Avic AG 600 är en typ kinesiska amfibieflygplan under utveckling. Det är världens största amfibieflygplan och konstruerat av  Aviation Industry Corporation of China (AVIC). Flygplanet gjorde sin första provflygning i Zhuhai, Guangdong den 24 december 2017. 
Prototypen har en vingbredd på 38,8 meter och drivs av fyra turbopropmotorer av typ WJ-6, en kinesiskmodifierad variant av den ryska Ivchenko AI-20.
Flygplanstypen är avsedd både civilt och militärt bruk. Som civilt flygplan är det avsett för brandbekämpning med släpp av tolv ton vatten över en skogsbrand samt som räddningsflygplan med plats för 50 passagerare.
Flygplanet har beställts i 17 exemplar för kinesiska kunder.